# Walter Kitchen
Walter Kitchen   (Toronto, 18 de desembre de 1912 - Toronto, 18 de juliol de 1988) va ser un jugador d'hoquei sobre gel canadenc que va competir durant la dècada de 1930.
El 1936 va prendre part en els Jocs Olímpics de Garmisch-Partenkirchen, on guanyà la medalla de plata en la competició d'hoquei sobre gel.